# U.S. Pro Tennis Championships 1978
Lo U.S. Pro Tennis Championships 1978  è stato un torneo di tennis giocato sulla terra rossa. È stata la 51ª edizione del torneo, che fa parte del Colgate-Palmolive Grand Prix 1978. Il torneo si è giocato al Longwood Cricket Club di Boston negli USA, dal 21 al 27 agosto 1978.

## Campioni

### Singolare maschile
Manuel Orantes ha battuto in finale  Harold Solomon con il punteggio di 6–4, 6–3

### Doppio maschile
Víctor Pecci /  Balázs Taróczy hanno battuto in finale  Heinz Günthardt /  Van Winitsky con il punteggio di 6–3, 3–6, 6–1